# No desearás la mujer de tu prójimo
No desearás la mujer de tu prójimo és una pel·lícula coral i vodevilesca espanyola de comèdia del 1968 dirigida per Pedro Lazaga amb guió de Pedro Masó sobre el desig i la insatisfacció sexual al matrimoni, protagonitzada per Arturo Fernández i Sonia Bruno.

## Sinopsi
A Madrid, la nit de cap d'any, es reuneixen en una festa un grup de parelles d'amics: el metge Alberto i la seva dona Elena, el director de banc Enrique i Mónica, l'empresari Carlos i Matilde, el propietari immobiliari Paco i la seva esposa Lola, i el químic José Luis i Isabel. De sobte, senten la imperiosa necessitat de ser infidels. Enrique li confessa a Alberto que se sent atret per Lola, i Alberto pretén seduir Matilde. Les esposes, atractives, intel·ligents i riques, decidiran donar una lliçó als aspirants a Don Juan.

## Repartiment
- Arturo Fernández... Alberto
- Mary Francis...Elena
- Antonio Ferrandis... Enrique
- Sonia Bruno... Mónica
- Juan Luis Galiardo... Carlos
- Diana Lorys... Matilde
- Juanjo Menéndez... Paco
- Irán Eory... Lola
- José María Mompín ... José Luis
- Paula Martel... Isabel

## Premis
Als Premis del Sindicat Nacional de l'Espectacle de 1968 va guanyar el premi al millor equip artístic.